# August Biester
Heinrich Friedrich Wilhelm August Biester (* 31. August 1854 in Wenden; † 10. Dezember 1926 in Hannover) war ein deutscher Lehrer und Schriftsteller, der seine Werke in der niederdeutschen Sprache verfasste.

## Leben und Familie
Nach Besuch eines Lehrerseminars wurde Biester Lehrer in Holtorf oder Holtdorf (exakter Ort unbelegt), in Uelzen, in Osterode am Harz und schließlich ab 1880 in Hannover; hier ist er 1915 an einer städtischen höheren Mädchenschule angestellt.
Am 7. Oktober 1880 verheiratete er sich in Salzdahlum mit Maria Auguste Friederike Meyer (* 2. Februar 1857 in Salzdahlum, † 1. April 1954 in Hannover). Das Paar hatte eine Tochter Anna Elisabeth Martha (* 1881 in Hannover, † unbek.).

## Werke
- Heidschollen : Vertellungen un Dichtungen ut mine Heimat twischen Neinborg un Neistadt / von Aug. Biester. - Hannover : Berenberg, 1904. - IV, 181 S.[1]
- Weitere, kleine Werke siehe externe Website unter Weblinks